# Friedrich Kästner

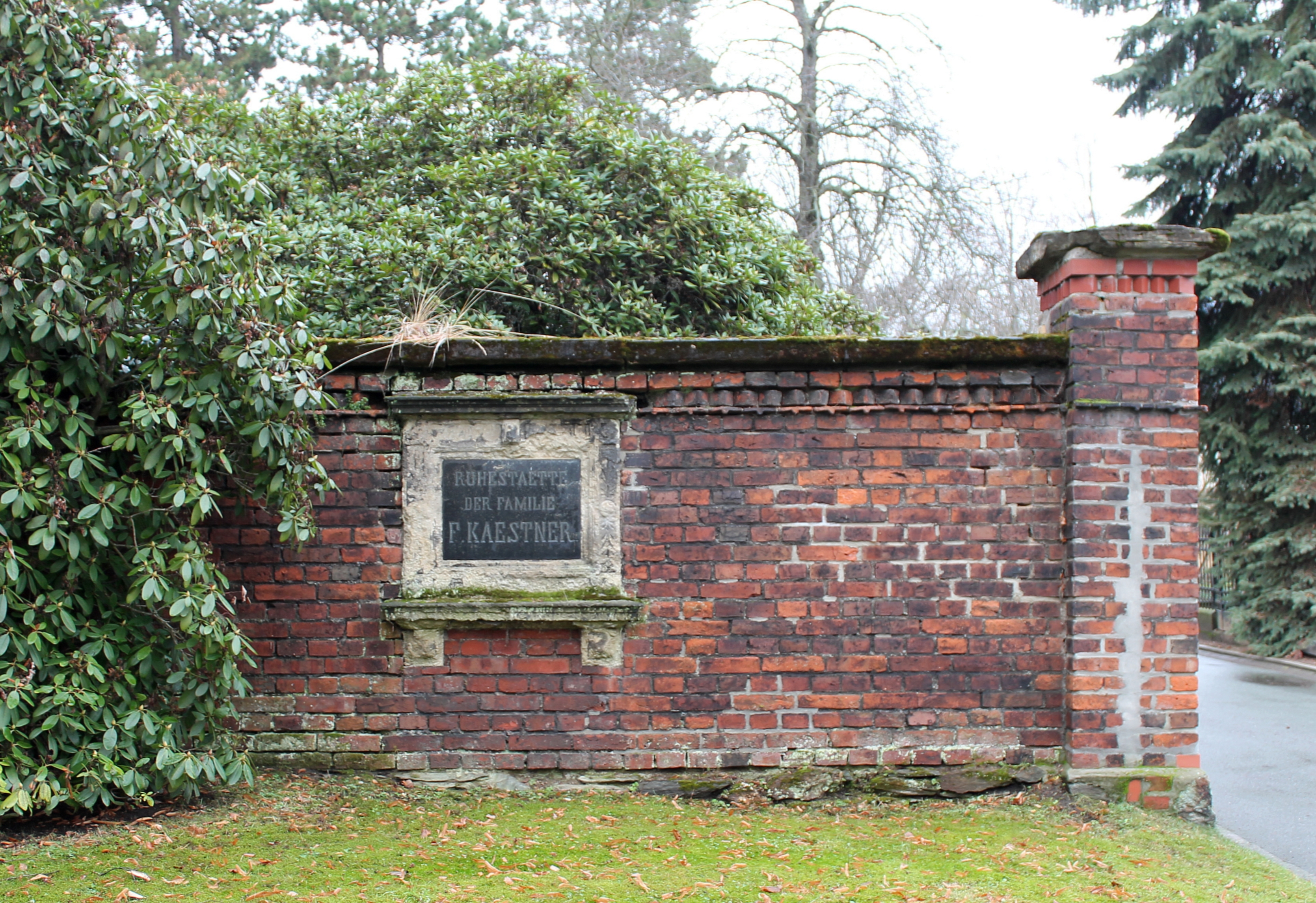
Familiengrab auf dem Zwickauer Hauptfriedhof

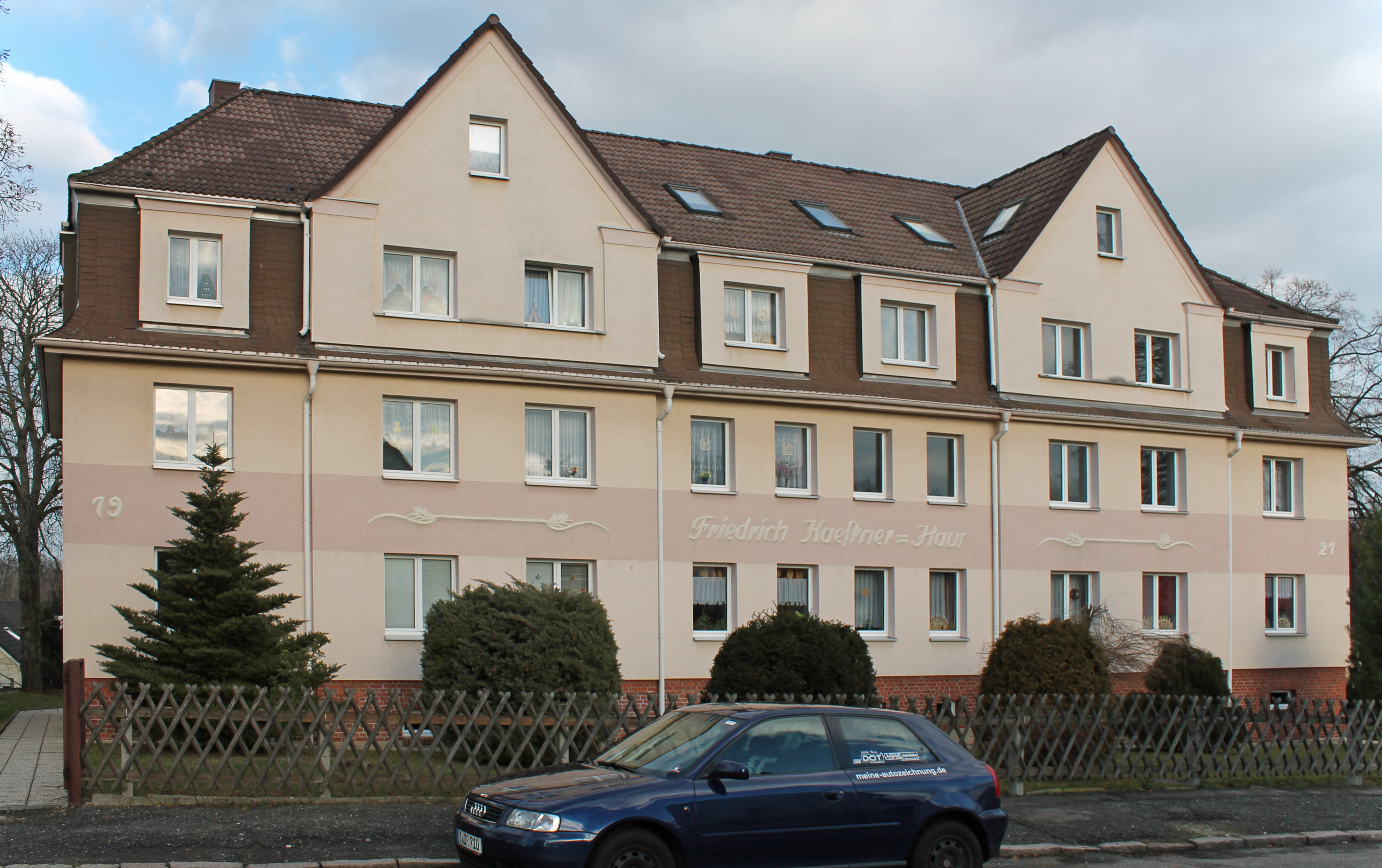
Das Kästnerhaus in Oberhohndorf

Friedrich Kästner (* 1855; † 1924) war ein deutscher Porzellanfabrikant aus Oberhohndorf bei Zwickau in Sachsen.

## Leben
Friedrich Kästner übernahm 1883 die vom Vater Florentin Kästner 1882 erbaute Porzellanfabrik mit eigener Porzellanmalerei mit einer Belegschaft von 100 Arbeitern. Die Familie Kästner war durch den Steinkohlenbergbau zu Wohlstand gelangt und gehörte zu den wohlhabendsten Zwickauer Bürgern. Sie besaß allein sieben Steinkohlenbergwerke. Als Wappen zierten zunächst zwei gekreuzte Bergbarten das Porzellan, später bis 1971 Schlägel und Eisen, als Zeichen der Verbindung zum Steinkohlebergbau.
Kästner betrieb die Porzellanfabrik nach dem neuesten Stand der Technik der damaligen Zeit. In den Gründerjahren beschränkte er die Porzellanherstellung auf Gebrauchsgeschirr. Später wurde das Sortiment um Tafel- und Kaffeegeschirr erweitert. Bekannt war die Firma Kästner für ihre Hotelporzellanserien.
Im Jahr 1886 vergrößerte und erweiterte er die Produktionsstätte. Durch die erhöhte Nachfrage für Kästner-Porzellan stieg der Arbeiterstamm 1886 auf 180 Mitarbeiter. Er baute zusätzliche Musterlager und errichtete Firmenvertretungen im In- und Ausland.
Kästner stellte 1905 auch Porzellane des Jugendstil ins Programm. Einen Höhepunkt der Entwicklung der Porzellankunst bildete die Einführung der Kopenhagener Unterglasurmalerei durch Kästner. Diese Art der Porzellanmalerei wurde in großem Umfang angewandt. Neben Kopien der Kopenhagener Porzellanmanufaktur brachte er eigene Tiermotive, Blumen, Landschaften und Jagdstücke auf das Porzellan.
1919 wandelte Kästner seine Porzellanfabrik in eine GmbH um, gründete noch im gleichen Jahr gemeinsam mit der Fraureuther Porzellanfabrik, der Zwickauer Porzellanfabrik und der Zwickauer Porzellanmalerei Karl Steubler die Kunstgewerbliche Fachschule für Porzellan. Damit rief er in Zwickau die künstlerische Ausbildung der Porzellanmaler ins Leben.
Von besonderer Bedeutung für Friedrich Kästner und sein Unternehmen war die Zusammenarbeit mit dem Bunzlauer Formengestalter Professor Artur Hennig in den 1920er Jahren.
Friedrich Kästner starb 1924 in Zwickau.

## Firmengeschichte nach Kästners Tod
Mit Hennigs avantgardistischen Geschirrentwürfen erreichte die Fabrik ihren künstlerischen Höhepunkt und gehörte zu dieser Zeit deutschlandweit zu den innovativsten Porzellanfabriken. Kästner-Porzellan hatte vor allem unter der bis heute bekannten Bezeichnung „Kaestner Saxonia“ internationale Bekanntheit erlangt.
Nach 1945 führte Hennig die Firma mit staatlicher Beteiligung weiter und lieferte Geschirr in die Sowjetunion, Ungarn, Kanada und nach Griechenland. Kästners Firma endete am 14. Juli 1971, nachdem auf der Gesellschaftsversammlung der Antrag auf Liquidation gestellt und deren Auflösung beschlossen wurde.

## Ausstellungen
Im Städtischen Museum Zwickau sind Friedrich Kästners Leistungen im Bereich der Porzellankunst gut dokumentiert.
Im ehemaligen Oberhohndorfer Rathaus gibt es eine Kästner-Porzellan-Dauerausstellung unter dem Titel „FORM UND PERFEKTION – Harmonie des Augenblicks“.

### Fabrikmarken

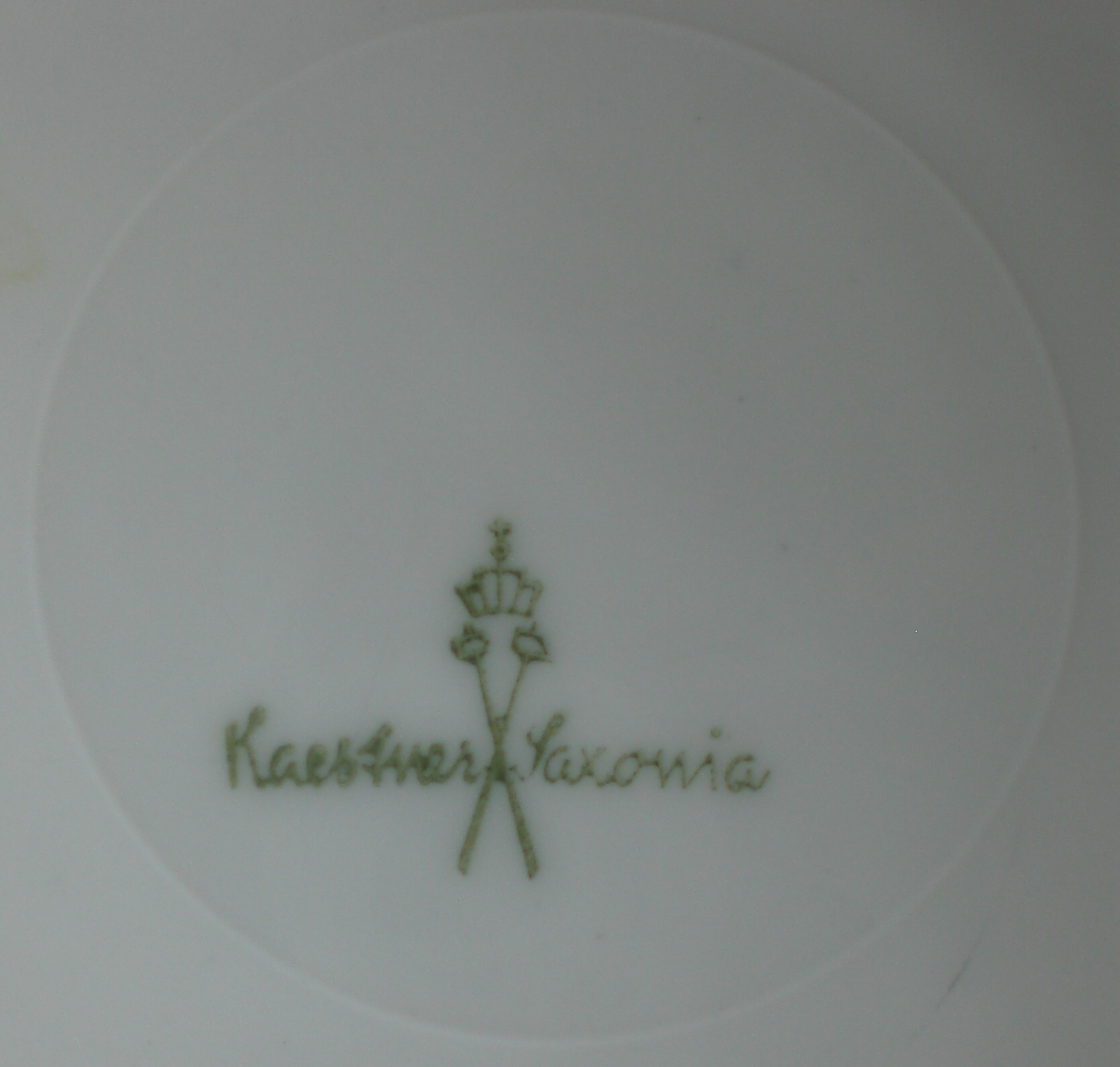
Frühe Fabrikmarke Friedrich Kästner
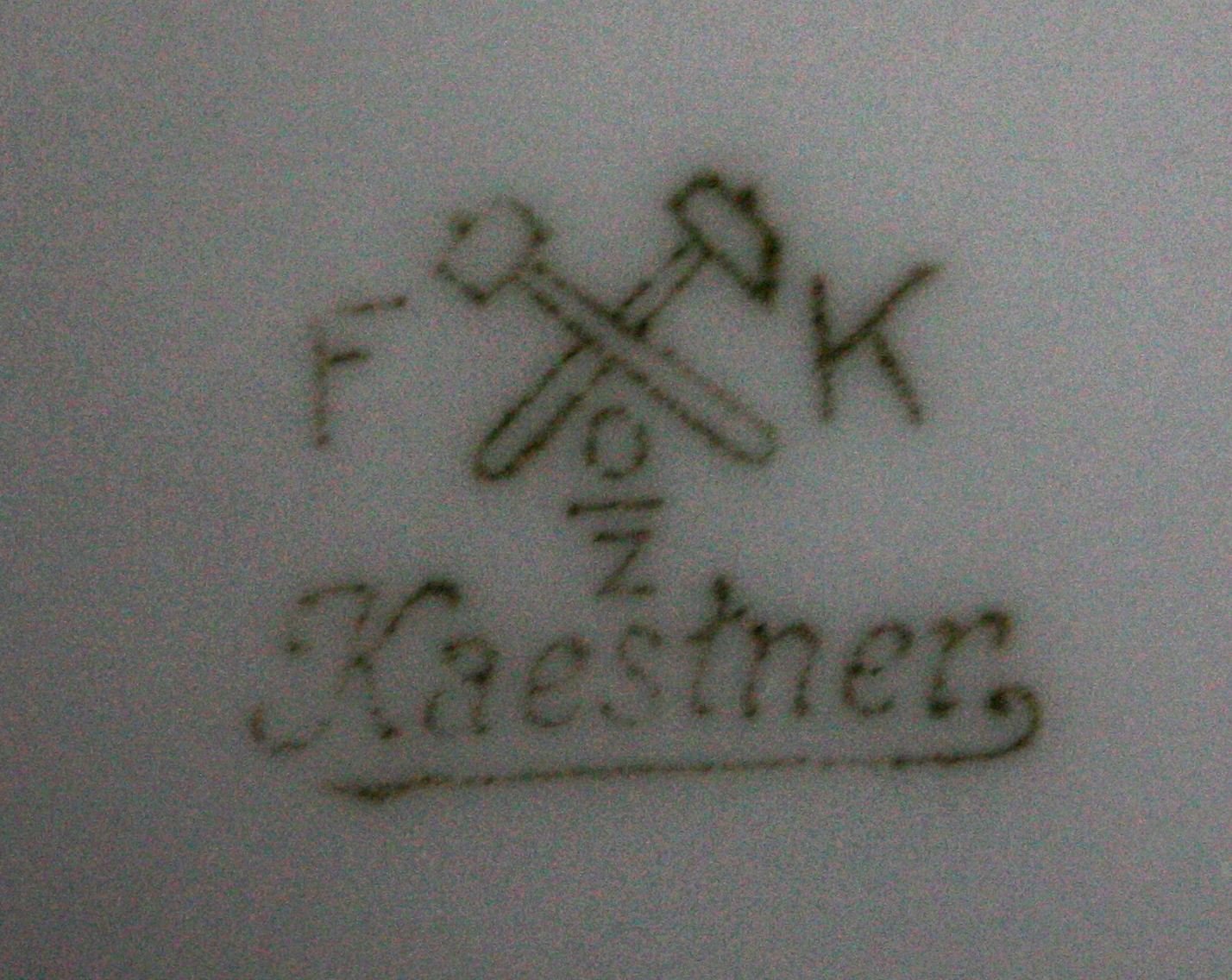
Fabrikmarke Friedrich Kästner
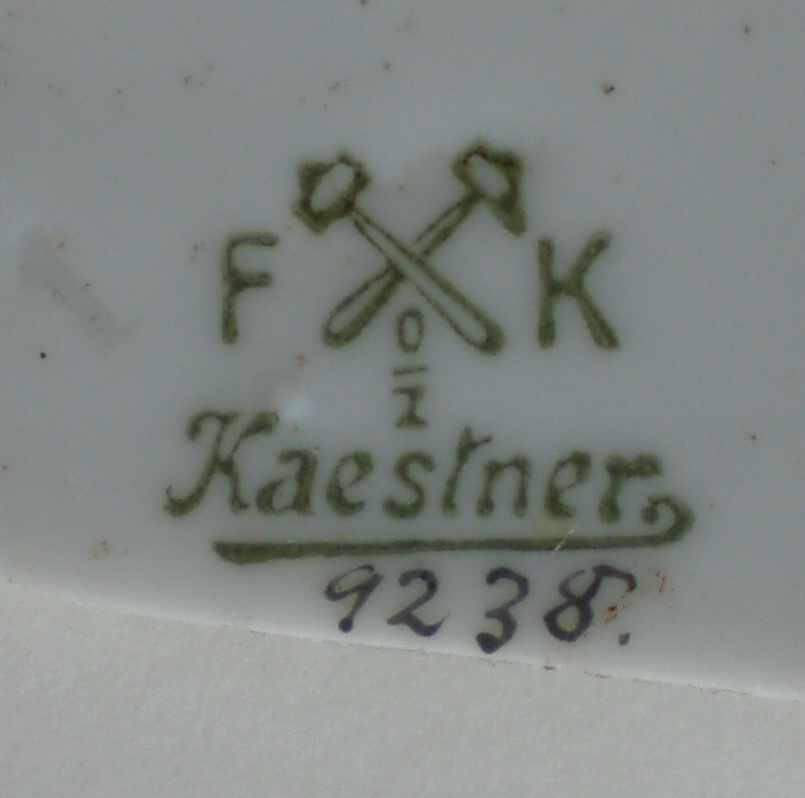
Fabrikmarke Friedrich Kästner